# Nesobasis recava
Nesobasis recava là một loài chuồn chuồn kim trong họ Coenagrionidae.
Nesobasis recava được Donnelly miêu tả khoa học năm 1990.